# Départ groupé masculin de patinage de vitesse aux Jeux olympiques de 2022
Navigation
Pyeongchang 2018 Milan-Cortina 2026
La Mass start masculine de patinage de vitesse aux Jeux olympiques d'hiver de 2022 a lieu le 19 février 2022 à l'Anneau national de patinage de vitesse de Pékin.

## Programme
Tous les horaires correspondent à l'UTC+8.
| Date                   | Horaire      |
| ---------------------- | ------------ |
| Samedi 19 février 2022 | Début à 15 h |

## Résultats

### Demi-finales
| Rang | Patineur                 | Nation       | Points      | Temps         | Note     |
| ---- | ------------------------ | ------------ | ----------- | ------------- | -------- |
| 1    | Kristian Ulekleiv        | Norvège      | 60          |               | Qualifié |
| 2    | Bart Swings              | Belgique     | 44          |               | Qualifié |
| 3    | Ning Zhongyan            | Chine        | 20          |               | Qualifié |
| 4    | Chung Jae-won            | Corée du Sud | 12          |               | Qualifié |
| 5    | Daniil Aldoshkin         | ROC          | 6           |               | Qualifié |
| 6    | Antoine Gélinas-Beaulieu | Canada       | 3           | 7 min 56 s 93 | Qualifié |
| 7    | Sven Kramer              | Pays-Bas     | 3           | 7 min 58 s 22 | Qualifié |
| 8    | Seitaro Ichinohe         | Japon        | 3           | 7 min 58 s 54 | Qualifié |
| 9    | Haralds Silovs           | Lettonie     | 3           | 7 min 59 s 50 |          |
| 10   | Dmitriy Morozov          | Kazakhstan   | 2           |               |          |
| 11   | Michele Malfatti         | Italie       | 1           |               |          |
| 12   | Stefan Due Schmidt       | Danemark     | 0           | 7 min 58 s 01 |          |
| 13   | Ian Quinn                | États-Unis   | 0           | 7 min 58 s 03 |          |
| 14   | Zbigniew Bródka          | Allemagne    | 0           | 7 min 58 s 33 |          |
| 15   | Felix Rijhnen            | Pologne      | Disqualifié | Disqualifié   |          |

| Rang | Patineur           | Nation           | Points | Temps         | Note     |
| ---- | ------------------ | ---------------- | ------ | ------------- | -------- |
| 1    | Andrea Giovannini  | Italie           | 60     |               | Qualifié |
| 2    | Lee Seung-hoon     | Corée du Sud     | 40     |               | Qualifié |
| 3    | Livio Wenger       | Suisse           | 20     |               | Qualifié |
| 4    | Gabriel Odor       | Autriche         | 10     |               | Qualifié |
| 5    | Jordan Belchos     | Canada           | 8      |               | Qualifié |
| 6    | Ryosuke Tsuchiya   | Japon            | 7      |               | Qualifié |
| 7    | Joey Mantia        | États-Unis       | 6      |               | Qualifié |
| 8    | Jorrit Bergsma     | Pays-Bas         | 3      |               | Qualifié |
| 9    | Peter Michael      | Nouvelle-Zélande | 2      |               |          |
| 10   | Viktor Hald Thorup | Danemark         | 1      |               |          |
| 11   | Artur Janicki      | Pologne          | 0      | 7 min 44 s 48 |          |
| 12   | Wang Haotian       | Chine            | 0      | 7 min 46 s 30 |          |
| 13   | Ignat Golovatsiuk  | Biélorussie      | 0      | 7 min 53 s 59 |          |
| 14   | Peder Kongshaug    | Norvège          | 0      | 6 min 55 s 43 |          |
| 15   | Rouslan Zakharov   | ROC              | 0      | 2 min 49 s 52 |          |

### Finale
| Rang                                | Patineur                 | Nation       | Points | Temps         |
| ----------------------------------- | ------------------------ | ------------ | ------ | ------------- |
| Médaille d'or, Jeux olympiques      | Bart Swings              | Belgique     | 63     |               |
| Médaille d'argent, Jeux olympiques  | Chung Jae-won            | Corée du Sud | 40     |               |
| Médaille de bronze, Jeux olympiques | Lee Seung-hoon           | Corée du Sud | 20     |               |
| 4                                   | Joey Mantia              | États-Unis   | 10     |               |
| 5                                   | Daniil Aldoshkin         | ROC          | 6      | 7 min 47 s 59 |
| 6                                   | Ryosuke Tsuchiya         | Japon        | 6      | 7 min 58 s 82 |
| 7                                   | Livio Wenger             | Suisse       | 4      |               |
| 8                                   | Seitaro Ichinohe         | Japon        | 3      | 7 min 48 s 56 |
| 9                                   | Jorrit Bergsma           | Pays-Bas     | 3      | 7 min 50 s 25 |
| 10                                  | Gabriel Odor             | Autriche     | 2      |               |
| 11                                  | Andrea Giovannini        | Italie       | 0      | 7 min 47 s 93 |
| 12                                  | Ning Zhongyan            | Chine        | 0      | 7 min 48 s 07 |
| 13                                  | Jordan Belchos           | Canada       | 0      | 7 min 48 s 13 |
| 14                                  | Kristian Ulekleiv        | Norvège      | 0      | 7 min 48 s 51 |
| 15                                  | Antoine Gélinas-Beaulieu | Canada       | 0      | 8 min 13 s 34 |
| 16                                  | Sven Kramer              | Pays-Bas     | 0      | 7 min 13 s 37 |